# Maison de campagne royale de Potsdam
La maison de campagne royale de Potsdam (Königliches Landhaus in Potsdam) est une petite maison de campagne construite sur le modèle à la fois d'une isba romantique et d'une maison de bois de paysans allemands. Elle est située à Potsdam sur la colline de Kapellenberg (nommée autrefois Alexanderberg), dans l'ancienne colonie russe d'Alexandrowka. Elle s'appelle ainsi car le roi de Prusse, Frédéric-Guillaume III (1770-1840), y venait prendre le thé dans un petit salon réservé à cet usage au premier étage. Il pouvait y inviter parfois une quarantaine de personnes.

## Histoire
Cette petite maison de deux étages a été construite pour le marguillier (starost) de la chapelle orthodoxe Saint-Alexandre-Nevski, cette dernière ayant été construite en 1826 par Stassov, avec quelques ajouts de Schinkel en 1829. La façade de la maison de rondins et de bois sculpté est typique du style russe romantique en vogue à l'époque, mais aussi du style des fermes de bois allemandes des plus simples. Elle diffère des autres maisons de la colonie qui comprennent souvent une petite terrasse couverte à colonnes de bois sculptés caractéristique des isbas russes, par un petit balcon plus simple. La colonie d'Alexandrowka, nommée ainsi en l'honneur d'Alexandre Ier de Russie, mort le 1er décembre 1825, a été construite en 1826 sur ordre de Frédéric-Guillaume III de Prusse, ardent russophile, et qui participe lui-même au projet en souvenir de son amitié pour l'empereur défunt et des liens de son royaume avec la Russie.
Le roi invitait ses hôtes dans un salon des plus simples dont seul le samovar de Toula et les services à thé de porcelaine, venant de la manufacture royale de porcelaine de Berlin rappelaient son état. L'un d'eux, cadeau de l'empereur Nicolas était en malachite et en porcelaine à filets d'or décoré de scènes villageoises. Une statue d'un mètre de haut représentant le tsar défunt se trouvait dans un coin de la pièce. Le roi aimait à y chanter des chansons de soldats en russe qui lui rappelaient les champs de bataille contre Napoléon.
Alexandrowka est un village d'une douzaine de maisons plus une chapelle et la maison de l'intendant. La construction a été menée par le capitaine von Snethlage et le parc romantique alentour dessiné par le fameux Peter Joseph Lenné. Le colonel von Röder dirige les travaux.
Cette maison est ouverte au public aujourd'hui comme salon de thé russe.
La colonie d'Alexandrowka est intégrée au patrimoine mondial de l'UNESCO depuis 1999.

## Source
- (ru) Cet article est partiellement ou en totalité issu de l’article de Wikipédia en russe intitulé « Королевский загородный дом (Потсдам) » (voir la liste des auteurs).